# Делла Веккья, Гаспаро
Га́спаро де́лла Ве́ккья (итал. Gasparo della Vecchia; 8 марта 1653, Венеция, Венецианская республика — 28 сентября 1735, там же) — итальянский художник, музыкант, теоретик музыки и математик; сын художника Пьетро делла Веккьи.

## Биография
Родился 8 марта 1653 года в семье известного художника Пьетро делла Веккьи и его жены Клоринды Реньери — дочери художника Николо Реньери, также получившей определённую известность в качестве художницы.
В качестве художника остался в тени своего знаменитого отца. Сохранились восемь его работ на религиозную тему в церкви Богородицы в городе Буе (современная Хорватия), относящиеся к 1711 году. Также известны несколько его рисунков, подготовленных для венецианских гравёров Алессандро Далла Вия и Л. Дзукки.
К тому же 1711 году относится его рукопись, озаглавленная «Практика современной музыки» (итал. Pratica di musica moderna). В 1714 году упоминается как «венецианский математик». В 1729 году опубликовал в Венеции сочинение под названием «Решение проблемы определения долготы в мореходстве» (итал. Problemi della longitudine nautica risolta).
Вероятно, интересовался художественной теорией, поскольку писатель и мемуарист Джованни Баттиста Верчи упоминает его в качестве друга художника и теоретика Джованни Вольпато, посвятившего ему несколько своих сочинений.
Скончался в Венеции 28 сентября 1735 года.